# Tadzjikistan vid världsmästerskapen i friidrott 2023
Tadzjikistan tävlade vid världsmästerskapen i friidrott 2023 i Budapest i Ungern mellan den 19 och 27 augusti 2023.

## Resultat
Tadzjikistans trupp bestod av en idrottare.

### Herrar
Gång- och löpgrenar
| Idrottare        | Gren      | Inledande omgång | Inledande omgång | Försöksheat | Försöksheat | Semifinal        | Semifinal        | Final            | Final            |
| Idrottare        | Gren      | Resultat         | Placering        | Resultat    | Placering   | Resultat         | Placering        | Resultat         | Placering        |
| ---------------- | --------- | ---------------- | ---------------- | ----------- | ----------- | ---------------- | ---------------- | ---------------- | ---------------- |
| Favoris Muzrapov | 100 meter | 10,86            | 3 q              | 10,99       | 7           | Gick inte vidare | Gick inte vidare | Gick inte vidare | Gick inte vidare |